# Narbonne Volley
Maillots
Actualités
Dernière mise à jour : 17 novembre 2023.
Le Centurions Narbonne  est un club de volley-ball français fondé en 1963 et basé à Narbonne, évoluant actuellement en championnat de France de volley-ball de première division , le plus haut niveau national.
En 2022, le club a remporté la Challenge Cup.

## Historique
- 1963 : Fondation du club MJC Narbonne
- 1992 : le club est refondé sous le nom de Union Volley-Ball de la Narbonnaise
- 2004-2005 : Défaite en finale du Championnat de Pro B masculin contre Toulouse, 1 victoire à 2 ; Accession en Pro A.
- 2006-2007 : Classé 1er de la 1re phase du Championnat de Pro B masculin ; Champion de France Pro B ; Accession directe en Pro A.
- 2007 : le club est renommé en Narbonne Volley
- 2010-2011 : Classé 2e de la 1re phase du Championnat de Ligue B masculin ; Victoire en Finale d'accession en Ligue A 2 victoires à 1 contre Avignon ; Accession en Ligue A
- 2013 : Première participation à la phase finale du championnat de Ligue A ; Élimination en demi-finale ; Première demi-finale de Coupe de France
- 2022 : Première participation à une finale de Coupe d'Europe et première victoire, en Challenge Cup.

## Palmarès
- CEV Challenge Cup
  - Vainqueur : Challenge Cup masculine 2021-2022
- Championnat de Pro B (1)
  - Vainqueur : 2007
  - Finaliste : 2005, 2011

## Bilan par saison
| Saison    | Division | Saison régulière | Phase finale   | Coupe de France    | Coupes d'Europe |
| --------- | -------- | ---------------- | -------------- | ------------------ | --------------- |
| 2012-2013 | Ligue A  | 5e               | Demi-finaliste | Demi-finale        |                 |
| 2011-2012 | Ligue A  | 11e              | NA             | Huitième de finale |                 |
| 2010-2011 | Ligue B  | 2e               | Vainqueur      | Seizième de finale |                 |
| 2009-2010 | Ligue A  | 15e              | NA             | 1er tour           |                 |
| 2008-2009 | Pro A    | 13e              | NA             | Quart de finale    |                 |
| 2007-2008 | Pro A    | 11e              | NA             | Quart de finale    |                 |
| 2006-2007 | Pro B    | Vainqueur        | NA             | NA                 |                 |
| 2005-2006 | Pro A    | 13e              | NA             | Quart de finale    |                 |
| 2004-2005 | Pro B    | 3e               | Finaliste      | Huitième de finale |                 |
| 2003-2004 | Pro B    | 6e               | 3e poule B     | Huitième de finale |                 |
| 2002-2003 | Pro B    | 5e               | 2e poule A     | NA                 |                 |
| 2001-2002 | Pro B    | 4e               | 2e poule A     | NA                 |                 |
| 2000-2001 | Pro B    | 5e               | -              | Huitième de finale |                 |
| 1999-2000 | Pro B    | 4e               | 2e poule A     | 3e tour            |                 |
| 1998-1999 | Pro B    | 5e               | 3e poule A     |                    |                 |

## Joueurs et personnalités du club

### Entraîneurs
- 1997?-2010 :  Michel Mandrou
- 2010-janvier 2012 :  Jean-Marc Biasio
- Janvier 2012-2012 :  Tristan Martin (intérim)
- 2012-2014 :  Giampaolo Medei
- 2015-janvier 2016 :  Andrea Radici
- Janvier 2016-2018 :  Tristan Martin
- 2018-2023 :  Guillermo Falasca
- Depuis 2023 :  Rafael Redwitz

## Identité visuelle
Le Narbonne Volley a arboré durant plusieurs années les couleurs orange et noir qui sont les couleurs sportives de la ville. Mais depuis 2020, le club a changé d'identité et a ainsi remplacé le orange par le rose.
Le club fait également référence au passé antique de la ville en incorporant un centurion au sein du logo. Le surnom de l'équipe est d'ailleurs Les Centurions. Cette référence s'intègre dans le nom du club depuis 2024.

Logo de 2007 à 2019
Logo du cinquantenaire en 2013
Logo de 2020 à 2023
Logo depuis 2024